# Rotraut Susanne Berner
Rotraut Susanne Berner (Stuttgart, 26 augustus 1948) is een Duits schrijfster en illustrator van kinderboeken.

## Leven
In 1975 studeerde Berner af als grafisch vormgever in München. Sinds 1977 is ze als zelfstandig illustrator en vormgever aan de slag. Haar man, Armin Abmeier, overleed in 2012. Hij is in haar zoekboeken vereeuwigd als ‘Armin de boekhandelaar’.

## Werk
De loopbaan van Berner is vergelijkbaar met die van Wolf Erlbruch, een andere bekende Duitse illustrator. Ze behoren tot dezelfde generatie en beginnen hun carrière met het illustreren van boekcovers en verhalen van andere auteurs. Pas later schrijven ze eigen verhalen die ze ook illustreren.
Berner valt voor het eerst op in Nederland en België door haar illustraties in Mijn vader van Toon Tellegen uit 1994. In 1997 maakt ze van De telduivel van Hans Magnus Enzensberger een succes door de spitsvondige tekeningen. In dat boek overwint Robert zijn afkeer voor wiskunde – een warboel van getallen – wanneer hij een telduiveltje op bezoek krijgt.
Bij haar eigen werk is Berner vooral bekend van haar kijk- en zoekboeken over de vier seizoenen. Leve de lente!, Zonnige zomer, Het is een herfst en Wat een winter verschenen tussen 2004 en 2006. In zeven grote zoekplaten bewegen steeds dezelfde figuurtjes zich voort van de stadsrand naar het stadscentrum. De woordeloze verhaaltjes zetten zich verder over de verschillende boeken heen. Een moeder die zwanger is in het ene seizoen, wandelt twee seizoenen later met een kinderwagen door de stad, peuters worden kleuters.
Ook de stevige kartonboeken over Kareltje Konijn (onder meer Goedemorgen Kareltje, Kareltje krijgt een zusje en Kareltje Kampioen!), over de alledaagse gebeurtenissen in het leven van een peuterkonijn, zijn een succes.
Berner wil niet dat de illustraties het hele verhaal meteen duidelijk maken. Haar tekeningen moeten ruimte laten voor raadsels, wat de prenten poëtisch maakt. Ze illustreert het liefst mysterieuze, bizarre en gekke verhalen en verrast telkens met grappige details. Voorwerpen en figuurtjes tekent ze meestal met zwarte contourlijnen die ze inkleurt met gouache, pastelkrijt en kleurpotlood. Haar tekenstijl wordt erg herkenbaar, kindvriendelijk, levendig en een tikkeltje naïef genoemd.

## Bekroningen
- 1986: Vlag en Wimpel (Penseeljury) voor Een indiaan in de appelboom
- 1997: Zilveren Penseel voor Het avontuur
- 1999: Vlag en Wimpel (Penseeljury) voor De telduivel
- 1999: Vlag en Wimpel (Griffeljury) voor Haas en hond
- 2001: Zilveren Penseel voor De prinses komt om vier uur
- 2005: Vlag en Wimpel (Penseeljury) voor Al mijn later is met jou
- 2016: Hans Christian Andersenprijs (illustratoren)
- 2016: Grote prijs van de Duitse academie voor kinder- en jeugdliteratuur[1]

- Bibsys: 90906991
- Biblioteca Nacional de España: XX1034409
- Bibliothèque nationale de France: cb12057609x (data)
- Catàleg d'autoritats de noms i títols de Catalunya: 981058527929706706
- CiNii: DA06710610
- Digitale Bibliotheek voor de Nederlandse Letteren: bern084
- Gemeinsame Normdatei: 119095467
- International Standard Name Identifier: 0000 0001 2124 116X
- Library of Congress Control Number: n85287673
- Nationale Bibliotheek van Letland: 000266093
- MusicBrainz: 81d8fbd6-be69-4aed-bf6e-bcccb71a188f
- Bibliotheek van het Japanse parlement: 00528168
- Nationale Bibliotheek van Tsjechië: jn20031008010
- Nationale Bibliotheek van Israël: 987007307786005171
- Nationale Bibliotheek van Polen: a0000003138467
- Nederlandse Thesaurus van Auteursnamen: 072504153
- RKD-Nederlands Instituut voor Kunstgeschiedenis: 220008
- LIBRIS: 340756
- Système universitaire de documentation: 028818636
- Trove: 1197114
- Virtual International Authority File: 23037932
- WorldCat: E39PBJktw66c3R7CkTDf8mFtKd